# 27. Division (Japanisches Kaiserreich)
Die 27. Division (jap. 第27師団, Dai-27 Shidan) war eine Division des Kaiserlich Japanischen Heeres, die 1937 aufgestellt und 1945 aufgelöst wurde. Ihr Tsūshōgō-Code (militärischer Tarnname) war Pol-Division (極兵団, Kyoku-heidan) bzw. 2900.

## Geschichte der Einheit
Die Division wurde am 1. August 1937 unter dem Kommando von Generalleutnant Yamashita Tomoyuki als eine der ersten Triangularen Division des Heeres in Peking aufgestellt und bestand hauptsächlich aus der 27. Infanterie-Brigade (1., 2. und 3. China-Garnisons-Infanterie-Regiment), der 27. Aufklärungs-Einheit, dem 27. Gebirgsartillerie-Regiment und dem 27. Pionier- und Transport-Regiment. Als Ausrüstungsdepot diente das Tokio-Depot. Im Juli 1938 übernahm Generalleutnant Homma Masaharu die Division, die der 11. Armee unterstellt wurde.
Im Oktober 1938 wurde die 27. Division eingesetzt, um während der Schlacht um Wuhan eingeschlossenen japanischen Divisionen zu Hilfe zu kommen. Zuvor war die 106. Division bei Lushan von 16 chinesischen Divisionen eingekesselt worden. Um der drohenden Vernichtung in der sogenannten Schlacht von Wanjialing zu entgehen, sandte die 11. Armee die 101. Division, die nun mit der 106. im Kessel von Lushan eingeschlossen wurde. Um der Situation Herr zu werden, wurden zwei weitere Divisionen, die 27. und 9. Division, herangeführt, die 1000 Überlebende der eingeschlossenen Divisionen retten konnten. Obwohl das japanische Heer, bezogen auf die gesamte Operation, den Sieg davontrug erlitt es einen Pyrrhussieg, bei dem es fast 30 % Verluste (über 100.000 Mann) erlitt.
Ab 1941 war die 27. Division der Regionalarmee Nordchina als Reserve zugeteilt.
Im Januar 1944 wurde der 27. Infanterie-Brigade-Stab aus der Division losgelöst und diente der neu aufgestellten 4. Selbstständigen Infanterie-Brigade als Stammeinheit.
Von April bis Dezember 1944 nahm die 27. Division an der Operation Ichi-gō, der größten japanischen Operation während des Krieges, teil.
1945 wurde die Division aufgelöst.

## Gliederung
Im August 1937 erfolgte die Aufstellung als Triangulare Typ B „Standard“ Division wie folgt:
- 27. Infanterie-Divisions-Stab (350 Mann)
  - 27. Infanterie-Brigade-Stab (100 Mann)
    - 1. China-Garnisons-Infanterie-Regiment (3845 Mann)
    - 2. China-Garnisons-Infanterie-Regiment (3845 Mann)
    - 3. China-Garnisons-Infanterie-Regiment (3845 Mann)

  - 27. Aufklärungs-Einheit (100 Mann)
  - 27. Gebirgsartillerie-Regiment (2100 Mann; 36 Typ 41 75-mm-Gebirgsgeschütze)
  - 27. Pionier-Regiment (956 Mann)
  - 27. Signal-Einheit (240)
  - 27. Transport-Regiment (1810 Mann)
  - 27. Versorgungs-Kompanie (110 Mann)
  - 27. Feldhospital (Drei Feldhospitäler mit jeweils 150 Mann)
  - 27. Wasserversorgungs- und -aufbereitungs-Einheit (235 Mann)
  - 27. Veterinär-Hospital (114 Mann)
  - 27. Sanitäts-Einheit (1110 Mann)

Gesamtstärke: 19.210 Mann

## Kommandeure
|    | Name                                | Von              | Bis                |
| -- | ----------------------------------- | ---------------- | ------------------ |
| 1. | Generalleutnant Yamashita Tomoyuki  | 31. August 1937  | 15. Juli 1938      |
| 2. | Generalleutnant Masaharu Homma      | 15. Juli 1938    | 2. Dezember 1940   |
| 3. | Generalleutnant Tominaga Nobumasa   | 2. Dezember 1940 | 2. März 1942       |
| 4. | Generalleutnant Harada Kumakichi    | 2. März 1942     | 9. November 1942   |
| 5. | Generalleutnant Takeshita Yoshiharu | 9. November 1942 | 30. Mai 1944       |
| 6. | Generalmajor Ochiai Kuro            | 30. Mai 1944     | 30. September 1945 |